# Peter Lang (maison d'édition)
Pour les articles homonymes, voir Peter Lang.
 (mai 2023).
Peter Lang est une maison d'édition académique internationale suisse dont le siège social est à Lausanne. La maison d'édition dispose d'un catalogue de plus de 2 000 livres.

## Historique
Elle a été fondée en 1970 à Francfort-sur-le-Main par l'homme d'affaires et éditeur suisse Peter Lang, qui l'a transférée en 1977 à Berne.
Après le décès de son fondateur en 2001, le groupe du même nom a été légué à la fondation Peter Lang Children's Trust.

### Distribution
Les livres sont distribués par Peter Lang AG en Suisse et par University of Toronto Press au Canada. Les libraires se procurent les livres de Peter Lang via Libri (Allemagne), Gardners (Royaume-Uni), Baker & Taylor (États-Unis) et Ingram (États-Unis).
Aujourd'hui, le siège reste à Berne, avec d'autres bureaux à Berlin, Bruxelles, Francfort-sur-le-Main, New York, Oxford et Vienne.

### Monde de la recherche
Peter Lang a commencé comme éditeur spécialisé dans la publication des thèses de doctorat et d'autres ouvrages de recherche, principalement en allemand et en répondant aux besoins des universitaires allemands et autrichiens. Il a élargi ensuite son champ d'intervention à l'anglais et à d'autres langues, dont le français. Son catalogue comprend toutes les disciplines des sciences humaines et sociales et les thèses représentent aujourd'hui moins d'un quart de sa production annuelle.
Le groupe publie aujourd'hui environ 2 000 titres par an dans toutes les langues majeures de recherche.